# 菱形小林介
菱形小林介（学名：Hsiaolina rhomboidalis）为真花介科小林介屬下的一个种。